# 芹洋子
芹 洋子 （せり ようこ、本名:伊東 洋子、旧姓:善利、1951年3月10日 - ）は日本の女性歌手。大阪府東大阪市出身。清潔感のあるホームソングの歌い手として現在も人気が高い。

## 来歴
八尾市立清友高等学校（後の大阪府立清友高等学校、2010年3月閉校）卒業。
小学4年の頃からTVに出演、ポリドール歌謡コンクール（小学6年）、NTV「ホイホイミュージックスクール」（中学3年）で好成績を残した。
1969年ビクターより『野に咲くバラのように』でメジャーデビュー。1970年からNHKテレビ『歌はともだち』に登場、1972年、キングレコードに移籍、『牧歌〜その夏〜』で再デビューした。1974年には、北海道の広尾線（現在は廃線）の愛国駅から幸福駅の区間にちなんだ『愛の国から幸福へ』がヒット。以降『四季の歌』（ミリオンセラーを記録）、『赤い花白い花』、『坊がつる讃歌』と順調にヒットを飛ばし、1978年の「第29回NHK紅白歌合戦」（歌は「坊がつる讃歌」）にも出場した。
1979年に発表された新しい山口県民の歌「みんなのふるさと」やゴールデンウイーク期間中、最大級の集客がある「ひろしまフラワーフェスティバル」のテーマ曲「花ぐるま」は、40年近く歌い継がれ親しまれている。
1982年の『おもいでのアルバム』はNHK「みんなのうた」でも登場し（ただし『おもいでのアルバム』は元々1959年に『増子とし全集』（フレーベル館）で発表された楽曲であり、芹洋子の歌によるものはリメイク版）、保育園等の卒園ソングとしてヒットした。
また『コマーシャルソング女王』としても知られ、今日まで歌ってきたコマーシャルソングは曲は600曲以上。「ハウスプリン」、歯磨き粉「ホワイト＆ホワイト」等、初代のコマーシャルソングを担当したものも多い。
1979年、憲法及び地方自治法の施行30周年を記念して制作された国分寺市の歌（作詞：渡辺登、補詞：山本和夫、作曲：笠原勤、編曲：管野光亮）の歌唱を担当。
1983年、大阪市営地下鉄開業50周年記念ソング『地底のランナー』（作詞：島田洋子・作曲：キダ・タロー）を発表。
同じく1983年、日野市制施行20周年を記念して制作された日野市歌『緑のまち』（作詞・作曲：日野市中学校教育研究会音楽部会、編曲：佐藤亘弘）の歌唱を担当。
1984年、川崎市制施行60周年を記念して制作された川崎市民の歌『好きです かわさき 愛の街』（作詞：肥後義子、作曲：山本直純）の歌唱を担当。
『坊がつる讃歌』は広島高等師範学校（現広島大学）山岳部の部歌であったものが九州の山岳愛好家の間に広がったものである。芹は阿蘇山麓の野外コンサートに出演した際この曲を教えられて大いに気に入り、「みんなのうた」で歌った（1978年（昭和53年6月〜7月））。
1981年には 日中文化交流音楽大使として北京公演を行い（日本人の歌手では初）、以降中国公演は12回に及ぶ。またこの年所属プロダクション社長と結婚した。
その翌年、長女を出産。その長女伊東亜美は現在、芹のマネージメントを担当。マネージメント業の傍ら2015年に役者活動も行なっていたが現在は芹のマネージャー業に専念。芹のスケジュールや日常等をアメーバブログ及びTwitter、Facebook、Instagramで発信している。
1992年、交通事故により外傷性クモ膜下出血となり、意識は回復したものの逆行性健忘を生じ自身が歌手であったことや持ち歌すべての記憶を失う。しかし懸命のリハビリによって歌手として復帰。2008年5月、胡錦濤国家主席来日時、公にこそされていないが胡主席、芹洋子、所属事務所代表伊東佳男、長女・伊東亜美との対談が実現。
2011年よりニッピコラーゲン100のCMに起用され、2012年は現在新バージョンもOA。
現在、スカイツリーの見えるホテルとして人気の「東武ホテルレバント東京」で定期的に、「うたごえ喫茶〜芹洋子と歌おう」を開催。
2017年8月14日 夫であり長年 芹洋子の所属事務所社長だった伊東佳男が肝臓癌の為 他界。享年83歳。
同年 所属事務所をサンミュージックプロダクションに移籍。
現在は歌手活動の他テレビ・ラジオ番組への出演を積極的に行っている。またテレビ番組出演の際にはスチームパンクファッションで登場し、自身も新たに参入したハンドメイドアクセサリー部門で活動している作家達のアクセサリーを身に着けるというイメージチェンジに挑戦。 スチームパンカーやハンドメイドアクセサリー界隈から支持を受けている。

## ディスコグラフィ

### シングル
- 1〜3：ビクターレコード、4〜36：キングレコード。

| #  | 発売日          | A/B面 | タイトル                     | 作詞              | 作曲              | 編曲         | 規格品番   |
| -- | --------------- | ----- | ---------------------------- | ----------------- | ----------------- | ------------ | ---------- |
| 1  | 1969年 10月5日  | A面   | 野に咲くバラのように         | 山上路夫          | 高橋宏明          | 高橋宏明     | SV-901     |
| 1  | 1969年 10月5日  | B面   | 夢見るくちびる               | 山上路夫          | 高橋宏明          | 高橋宏明     | SV-901     |
| 2  | 1970年 6月5日   | A面   | 樹氷のように飾れたら         | 佐伯孝夫          | 鈴木庸一          | 小谷充       | SV-2045    |
| 2  | 1970年 6月5日   | B面   | 暑い砂にまみれて             | 佐伯孝夫          | 鈴木庸一          | 小谷充       | SV-2045    |
| 3  | 1971年 6月5日   | A面   | 雲よ伝えて                   | 阿宮一教          | 佐香裕之          | 有馬すすむ   | SV-2168    |
| 3  | 1971年 6月5日   | B面   | 青い鳥                       | 阿宮一教          | 佐香裕之          | 有馬すすむ   | SV-2168    |
| 4  | 1972年 5月      | A面   | 牧歌〜その夏〜               | 木庭しげる        | 寺島尚彦          | 寺島尚彦     | BS-1532    |
| 4  | 1972年 5月      | B面   | 牧歌〜その夕ぐれ〜           | 木庭しげる        | 寺島尚彦          | 寺島尚彦     | BS-1532    |
| 5  | 1973年 12月     | A面   | 初恋の風車                   | ちあき哲也        | 筒美京平          | 矢野誠       | BS-1783    |
| 5  | 1973年 12月     | B面   | はばたく心                   | あけどよっこ      | 筒美京平          | 矢野誠       | BS-1783    |
| 6  | 1974年 8月      | A面   | 初恋のデッサン               | ちあき哲也        | 筒美京平          | 矢野誠       | BS-1856    |
| 6  | 1974年 8月      | B面   | 描きかけの肖像画             | ちあき哲也        | 筒美京平          | 矢野誠       | BS-1856    |
| 7  | 1974年 11月     | A面   | 愛の国から幸福へ             | 岡田冨美子        | 高橋五郎          | 高橋五郎     | BS-1898    |
| 7  | 1974年 11月     | B面   | マリモの唄                   | いわせひろし      | 八洲秀章          | 高田弘       | BS-1898    |
| 8  | 1975年 4月      | A面   | 星の砂                       | 岡田冨美子        | 高橋五郎          | 高橋五郎     | BS-1922    |
| 8  | 1975年 4月      | B面   | 嫁ぐ人へ                     | 岡田冨美子        | 高橋五郎          | 高橋五郎     | BS-1922    |
| 9  | 1975年 9月      | A面   | 幸福をありがとう             | 佐藤順英          | 相沢清            | 高橋五郎     | BS-1954    |
| 9  | 1975年 9月      | B面   | 愛の花                       | 八城はじめ        | 小川悠一郎        | 北野ひろし   | BS-1954    |
| 10 | 1976年 5月      | A面   | 北の通りで                   | 三浦徳子          | 佐藤寛            | あかのたちお | BS-2008    |
| 10 | 1976年 5月      | B面   | 花みずきの季節               | 兼松正人          | 高橋五郎          | 青木望       | BS-2008    |
| 11 | 1976年 8月21日  | A面   | 四季の歌                     | 荒木とよひさ      | 荒木とよひさ      | 青木望       | GK-41      |
| 11 | 1976年 8月21日  | B面   | 赤い小さな乳母車             | 太刀川倫夫        | 山田友一          | 佐藤準       | GK-41      |
| 12 | 1977年 1月21日  | A面   | 赤い花白い花                 | 中林三恵          | 中林三恵          | 青木望       | GK-70      |
| 12 | 1977年 1月21日  | B面   | 六月の子守唄                 | あだちあかね      | 野田幸嗣          | 青木望       | GK-70      |
| 13 | 1977年 7月21日  | A面   | 秋黄昏                       | さとう愛          | 山口順一郎        | 山口順一郎   | GK-122     |
| 13 | 1977年 7月21日  | B面   | 青春の旅                     | 木下龍太郎        | 荒木とよひさ      | 青木望       | GK-122     |
| 14 | 1978年 1月21日  | A面   | 旅にでたい                   | 中里綴            | 田山雅充          | 青木望       | GK-158     |
| 14 | 1978年 1月21日  | B面   | 心の夜明け                   | 名村宏            | 若松正司          | 若松正司     | GK-158     |
| 15 | 1978年 5月5日   | A面   | 人魚の海                     | 高田ひろお        | 長戸大幸          | 長戸大幸     | GK-207     |
| 15 | 1978年 5月5日   | B面   | 洞爺湖の誓い                 | 有馬三恵子        | 宮西豊            | 小谷充       | GK-207     |
| 16 | 1978年 6月21日  | A面   | 坊がつる讃歌                 | 神尾明正 松本征夫 | 竹山仙史          | 青木望       | GK-218     |
| 16 | 1978年 6月21日  | B面   | 愛                           | 岩谷時子          | いずみたく        | 小野崎孝輔   | GK-218     |
| 17 | 1978年 7月21日  | B面   | 時計台の鐘の鳴る街           | 不詳              | 不詳              | 若松正司     | GK-232     |
| 18 | 1978年 9月5日   | A面   | 光の中で                     | 遠藤敦子          | 荒木とよひさ      | 青木望       | GK-253     |
| 19 | 1979年 4月21日  | A面   | 少年少女                     | 石丸博            | 森田公一          | 高田弘       | GK-293     |
| 19 | 1979年 4月21日  | B面   | 学生風景                     | 石丸博            | 森田公一          | 高田弘       | GK-293     |
| 20 | 1979年 5月5日   | A面   | 花ぐるま                     | 滝田常晴          | 小椋佳            | 高田弘       | GK-308     |
| 20 | 1979年 5月5日   | B面   | 花の想い                     | 柏和江            | 荒木とよひさ      | 高田弘       | GK-308     |
| 21 | 1979年 7月5日   | A面   | 進め！しんじ君               | 時崎久夫          | 時崎久夫          | 若松正司     | TV(H)-59   |
| 21 | 1979年 7月5日   | B面   | 星の子守歌                   | 宮中雲子          | 井上忠夫          | 高橋信之     | TV(H)-59   |
| 22 | 1979年 8月21日  | A面   | 旅の終り                     | 舟橋俊久          | 舟橋俊久          | 小六禮次郎   | GK-340     |
| 22 | 1979年 8月21日  | B面   | 早春の画集                   | 石丸博            | 井上忠夫          | 高橋信之     | GK-340     |
| 23 | 1979年 10月21日 | A面   | みんなのふるさと             | 国兼由美子        | 田村洋            | 河野土洋     | GK-9014    |
| 23 | 1979年 10月21日 | B面   | 夏みかんの花                 | 大倉芳郎          | 林伊佐緒          | 河野土洋     | GK-9014    |
| 24 | 1980年 1月10日  | A面   | 古都の旅                     | 木下龍太郎        | 平尾昌晃          | 高田弘       | GK-373     |
| 24 | 1980年 1月10日  | B面   | やさしい雨                   | 葵ゆうじ          | 平尾昌晃          | 高田弘       | GK-373     |
| 25 | 1980年 3月21日  | A面   | マイ マイ マイ               | 山上路夫          | B.Saker J.Winsley | 高田弘       | GK-393     |
| 25 | 1980年 3月21日  | B面   | 友だちの歌                   | 松本一起          | 渡辺博也          | 高田弘       | GK-393     |
| 26 | 1980年 7月5日   | A面   | 海から来た人                 | 岩谷時子          | 山本勝            | 矢野立美     | K06S-3     |
| 26 | 1980年 7月5日   | B面   | 椎の木日記                   | 木下龍太郎        | 江口浩司          | 青木望       | K06S-3     |
| 26 | 1980年 12月21日 | A面   | さよならの春に               | HANA              | HANA              | 大村雅朗     | K07S-132   |
| 26 | 1980年 12月21日 | B面   | 宗谷岬                       | 吉田弘            | 船村徹            | 青木望       | K07S-132   |
| 27 | 1981年 4月21日  | A面   | ちぎれ雲                     | いわさきゆうこ    | いわさきゆうこ    | 青木望       | K07S-175   |
| 27 | 1981年 4月21日  | B面   | 青春                         | 門倉訣            | じぬしみきお      | 大村雅朗     | K07S-175   |
| 28 | 1981年 10月21日 | A面   | ハートは大騒ぎ               | 中里綴            | 小森昭宏          | 小森昭宏     | K06S-3021  |
| 28 | 1981年 10月21日 | B面   | 虹の少女                     | 中里綴            | 小森昭宏          | 小森昭宏     | K06S-3021  |
| 29 | 1981年 12月21日 | A面   | 近江の譜                     | 瀧竜二            | 江口浩司          | 吉村浩二     | K07S-244   |
| 29 | 1981年 12月21日 | B面   | 竹田の子守唄                 | 瀧竜二            | 京都府民謡        | 吉村浩二     | K07S-244   |
| 30 | 1982年 9月5日   | A面   | 北国湖愁                     | 水島哲            | 風見一平          | 森岡賢一郎   | K07S-337   |
| 30 | 1982年 9月5日   | B面   | 風の手紙                     | 荒木とよひさ      | 荒木とよひさ      | 青木望       | K07S-337   |
| 31 | 1983年 3月21日  | A面   | おもいでのアルバム           | 増子とし          | 本多鉄麿          | 高田弘       | K07S-382   |
| 31 | 1983年 3月21日  | B面   | 今日の日はさようなら         | 金子詔一          | 金子詔一          | 吉村浩二     | K07S-382   |
| 32 | 1983年 10月21日 | A面   | 旅する人々に                 | 荒木一郎          | 荒木一郎          | 青木望       | K07S-477   |
| 32 | 1983年 10月21日 | B面   | めぐり逢う日                 | とべあきよ        | 小島常男          | 矢野立美     | K07S-477   |
| 33 | 1984年 5月21日  | A面   | 夢こそ人生                   | 岩谷時子          | 山本直純          | 山本直純     | K07S-560   |
| 33 | 1984年 5月21日  | B面   | いつか見た青空               | 荒木とよひさ      | 山本直純          | 山本直純     | K07S-560   |
| 34 | 1984年 10月21日 | A面   | 北航路                       | 吉田弘            | よしむらくにお    | 青木望       | K07S-641   |
| 34 | 1984年 10月21日 | B面   | 宗谷岬                       | 吉田弘            | 船村徹            | 青木望       | K07S-641   |
| 35 | 1985年 11月21日 | A面   | しあわせのうた               | 木下龍太郎        | 高井達雄          | 矢野立美     | K07S-10062 |
| 35 | 1985年 11月21日 | B面   | 赤い糸                       | 中谷純平          | よしむらくにお    | 矢野立美     | K07S-10062 |
| 36 | 1986年 12月21日 | A面   | 出逢いを求めて－十和田湖へ－ | 木下龍太郎        | 伊藤薫            | 槌田靖識     | K07S-10146 |
| 36 | 1986年 12月21日 | B面   | れんげ草                     | 今野政一          | 芹洋子            | 渡辺博也     | K07S-10146 |

#### 委託制作版
| 発売日 | 規格 | 規格品番 | 面           | タイトル       | 作詞         | 作曲         | 編曲     |
| ------ | ---- | -------- | ------------ | -------------- | ------------ | ------------ | -------- |
|        | EP   | AMS-259  | A            | 花だより       | 荒木とよひさ | 荒木とよひさ | 萩田光雄 |
| B      | EP   | AMS-259  | 花はともだち | 前田宏子       | 松田晃       |              | 萩田光雄 |
| 1983年 | EP   | NCS-1755 | A            | 地底のランナー | 島田陽子     | キダ・タロー | 大前成之 |

### アルバム
| 発売日         | 規格           | 規格品番       | タイトル                               |
| キングレコード | キングレコード | キングレコード | キングレコード                         |
| -------------- | -------------- | -------------- | -------------------------------------- |
| 1975年         | LP             | SKD-312        | 四季の抒情                             |
| 1976年         | LP             | SKA-162        | 四季の歌／ベスト・アルバム             |
| 1977年         | LP             | SOL-3001/2     | 0歳から4歳のためのホーム・ミュージック |
| 1977年         | LP             | SKA-184        | 青春の旅～日本の叙情                   |
| 1977年         | LP             | AAA-110        | golden best album                      |
| 1978年         | LP             | SKS-22         | 旅にでたい・四季の旅情１               |
| 1978年         | LP             | AAA-207        | 芹洋子 - ベスト16                      |
| 1980年         | LP             | K28A-2         | 山は心のふるさと                       |
| 1980年         | LP             | K28A-63        | 芹洋子 - ベスト                        |
| 1982年         | LP             | K28A-246       | 美しい日本の歌／幸福のプレゼント       |
| 2008年4月9日   | CD             | KICX-36056     | 芹洋子ベストセレクション2008           |
| 2008年10月8日  | CD             | KICX-3655      | 芹洋子全曲集 2009                      |
| 2008年10月22日 | CD             | KICS-8185      | 青春の旅～日本の抒情～                 |
| 2009年4月8日   | CD             | KICX-37056     | 芹洋子 ベストセレクション2009          |
| 2013年10月9日  | CD             | KICX-4237      | 芹洋子 全曲集 2014                     |
| 2018年4月4日   | CD             | KICX-4883/4    | 芹洋子 ベストセレクション2018          |

## 出演

### テレビ
- 歌はともだち（NHK）レギュラー
- 夏祭りにっぽんの歌（テレビ東京）
- 午後は○○おもいッきりテレビ（日本テレビ）
- 日本の歌（TBS）メインホスト、司会は久米宏。

### NHK紅白歌合戦出場歴
| 年度/放送回               | 回 | 曲目         | 出演順 | 対戦相手 |
| ------------------------- | -- | ------------ | ------ | -------- |
| 1978年（昭和53年）/第29回 | 初 | 坊がつる讃歌 | 05/24  | 角川博   |

注意点
- 出演順は「出演順/出場者数」で表す。

### NHKみんなのうた出演歴
▲はラジオのみの放送。
| 初放送                        | 曲目                           | コーラス           | 再放送                                                                          |
| ----------------------------- | ------------------------------ | ------------------ | ------------------------------------------------------------------------------- |
| 1971年（昭和46年）8月 - 9月   | 月の光                         | 東京トルベール     | （なし）                                                                        |
| 1972年（昭和47年）10月 - 11月 | 星と虹と                       | （なし）           | 1973年（昭和48年）8月 - 9月 2016年（平成28年）10月 - 11月                       |
| 1973年（昭和48年）4月 - 5月   | 春をうたおう                   | 東京少年少女合唱隊 | （なし）                                                                        |
| 1974年（昭和49年）6月 - 7月   | 矢車草                         | （なし）           | 発掘スペシャルVol.2                                                             |
| 1978年（昭和53年）6月 - 7月   | 坊がつる讃歌                   | （なし）           | （なし）                                                                        |
| 1979年（昭和54年）6月 - 7月   | 進め！しんじ君                 | （なし）           | 発掘スペシャルVol.4 2014年（平成26年）6月 - 7月 2020年（令和2年）8月7日・9月4日 |
| 1982年（昭和57年）2月 - 3月   | おもいでのアルバム（1982年版） | （なし）           | （詳細）                                                                        |
| 1985年（昭和60年）10月 - 11月 | 赤い糸                         | （なし）           | （なし）                                                                        |
| 1992年（平成4年）10月 - 11月  | なつかしの琉球                 | （なし）           | 2006年（平成18年）8月 - 9月▲                                                    |
| 1994年（平成6年）10月 - 11月  | こころに夢を                   | （なし）           | 2001年（平成13年）10月 - 11月▲                                                  |

### CM他
- 両国国技館芹洋子コンサート　内神道廣學習會において（大分県豊後竹田市名誉市民）
- ライオン歯磨 デンターライオンはぶらし（1976年）
- National 電子オルガン・どれみ（1978年）
- 日本エフディ 「おむすびころりん野沢菜茶漬」（1970年代）「安曇野山菜茶漬け」（1980）「おむすびころりん朝粥」（1981年）「味の城下町」（1986年ごろ）
- 田子重 スーパー田子重（1980年〜現在）
- エバラ食品 焼肉のたれ（1982年）
- 山之内製薬 ハーブキャンディ（1983年）
- 小谷穀粉 OSK麦茶（1987年）
- ニッピ　ニッピコラーゲン100（2011年〜現在）

## 著書
- 『芹洋子のしあわせ体験記 中国で知った健康と美しさ』(Kosaido books) 広済堂出版, 1986.3